# Thrice
Thrice est un groupe de rock américain, originaire d'Irvine, en Californie en 1998. Le groupe est formé par le guitariste et chanteur Dustin Kensrue, et du guitariste Teppei Teranishi, pendant leurs études au lycée.
À son tout début, le groupe est connu pour sa musique basée sur des morceaux de guitares lourdement distordues, notamment. Ce style se présente dans leur album intitulé, The Illusion of Safety, paru en 2002, et leur troisième album The Artist in the Ambulance, paru en 2003. Leur quatrième album, Vheissu (2005) présente un style différent composé de boîtes à rythmes, claviers, et d'interprétation nuancée et expérimentale,. Leur cinquième album est un double album intitulé The Alchemy Index paru en 2007 et 2008. La majeure partie des recettes de chaque album composé par Thrice est versée à des œuvres caritatives,.

## Biographie

### First ImpressionsetIdentity Crisis(1998–2001)
Dustin Kensrue et Teppei Teranishi se rencontrent au lycée et jouent dans un groupe appelé Chapter 11. Teppei recrute son ami qu'il fréquente au skate park, Eddie Breckenridge, pour jouer de la basse, qui, à son tour, recrute son frère Riley, pour faire le batteur. En 1998, avant leur première prestation, ils réalisent avoir besoin d'un nom de groupe. Sans assez de temps pour y passer, ils décident d'emprunter le nom de 'Thrice', sans grande inspiration. Thrice est une blague faite entre les membres du groupe, et veulent initialement l'utiliser comme nom de groupe temporaire. Cependant, ils gagnent rapidement en popularité, le public associant désormais leur nom à la musique qu'ils jouent, et sont alors forcés de le garder.
En 1999, le groupe auto-produit un EP intitulé First Impressions, résultat de deux jours d'enregistrements aux A-Room Studios aux côtés de Brian Tochilin. Seul un millier d'exemplaires sont produits, et les membres du groupe parviennent à tous les vendre. En compagnie de Paul Miner de Death by Stereo, le quatuor compose 12 chansons, et en avril 2000, font paraître l'album Identity Crisis distribué par le label Greenflag Records. Une part des ventes de l'album est versée à une œuvre caritative appelée Crittenton Services for Children and Families. Leur popularité locale s'accroit, et Thrice attire l'attention de Louis Posen du label Hopeless/Sub City. En 2001, Posen signe avec le groupe, réédite Identity Crisis en 2001, et embarque le groupe dans une tournée aux côtés de Samiam. Des tournées avec Midtown et Hot Rod Circuit suivent.

### The Illusion of Safety(2002)
Thrice retourne en studio aux côtés de Brian McTernan afin d'enregistrer son premier album au label Hopeless/Sub City, The Illusion of Safety. L'album est commercialisé en février 2002, et le groupe en fait une tournée promotionnelle massive, aux côtés de Further Seems Forever et Face to Face avant de s'embarquer dans leur propre tournée l'année suivante. Le groupe verse une part de leur recette, cette fois à une œuvre caritative localisée à South Central Los Angeles, appelée A Place Called Home. L'argent est versé par leur label. L'album est généralement bien accueilli par la presse spécialisée, et attire l'attention de nombreux majors. Le groupe signe finalement avec le label Island Records, qui accepte de verser les dons au nom de Thrice, de la même manière que Hopeless/Sub City. En automne la même année, le groupe est en tournée avec Hot Water Music et Coheed and Cambria avant leur retour au studio.

### The Artist in the Ambulance(2003–2004)
En 2003, le groupe fait paraître son premier album au label Island Records, The Artist in the Ambulance. Le titre de l'album fait référence à l'ouvrage Burn Collector rédigé par Al Burian, et reflète le désir du groupe de faire plus que de la musique et aider à contribuer aux œuvres caritatives. Une part des recettes de l'album est versée à Syrentha Savio Endowment, une organisation de lutte contre le cancer du sein. Les premiers exemplaires de l'album sont des boites de genre digipak contenant des cartes postales avec des paroles et des notes rédigées par le groupe. L'album contient deux singles, All That's Left et Stare at the Sun. Ces deux chansons, et leurs vidéos respectives, sont modérément jouées, Stare at the Sun ayant été incluse dans le jeu vidéo SSX 3, publié par EA Sports BIG Electronic Arts, et le groupe joue désormais dans les plus grandes villes américaines au fil des années. Une tournée avec leurs collègues Thursday et Coheed and Cambria se joue à guichet fermé, et une tournée Honda Civic Tour avec Dashboard Confessional, The Get Up Kids, et Hot Water Music est organisée.
En 2004, le groupe continue sa tournée promotionne de leur album The Artist in the Ambulance. Island Records fait paraître un disque promotionnel (contenant un mix de The Artist in the Ambulance) au début de 2004, qui fondera If We Could Only See Us Now, un coffret CD/DVD retraçant le parcours du groupe.

### Vheissu(2005–2006)

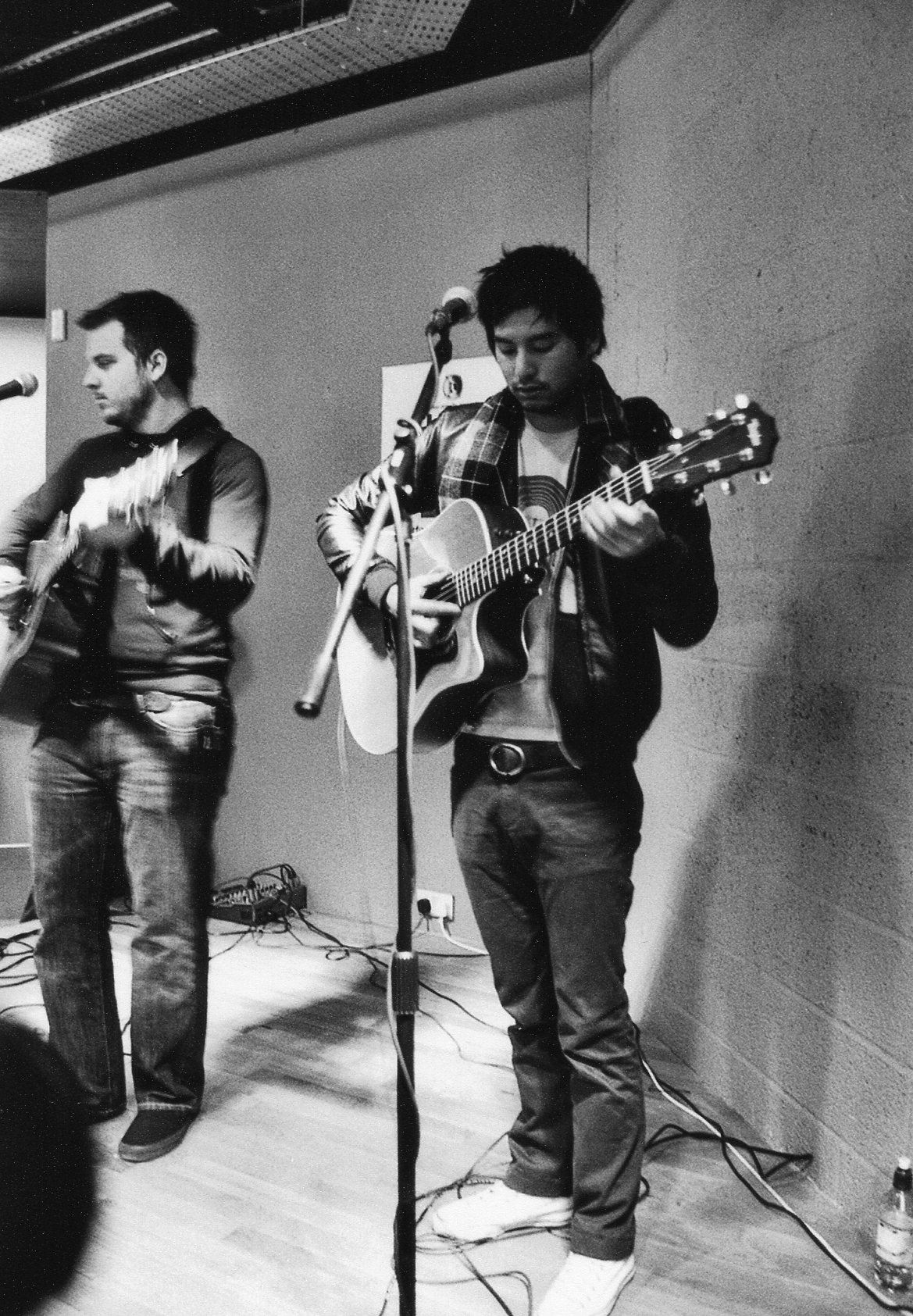
Dustin Kensrue et Teppei Teranishi, du groupe Thrice, sur scène à Southampton, Royaume-Uni.

Thrice passe la première moitié de 2005 aux côtés du producteur Steve Osborne sur une suite de The Artist in the Ambulance. Thrice fait paraître Vheissu en octobre 2005 avec Image of the Invisible en guise de single principal. Le titre de l'album s'inspire de l'ouvrage intitulé V. de Thomas Pynchon, et se compose d'une plus grande variété d'instrumentation par rapport aux précédents albums du groupe. Pour les dons, le groupe choisit de verser leur part des recettes à 826 Valencia de Dave Eggers. En retour, Eggers crée la couverture de Vheissu.
Le groupe effectue une tournée promotionnelle importante pour l'album, incluant une date aux côtés de Taste of Chaos et joue Image of the Invisible au Jimmy Kimmel Live!. En avril 2006, le groupe fait paraître Red Sky en guise de second single de l'album. La vidéo de la chanson est réalisée par Tim Hope, ancien réalisateur de vidéos pour Coldplay et Jimmy Eat World. Plutôt que de faire paraître un seul single, Thrice opte pour la sortie de Red Sky EP pour la promotion du single.

### The Alchemy Index(2006–2008)
En septembre 2006, le groupe annonce la possible parution d'un nouvel album (par la suite intitulé The Alchemy Index) sur leur site web officiel. L'album se compose d'une série de 4 EP, chacun représentant un élément naturel : le feu, l'eau, l'air, et la terre. Le groupe lance un blog appelé Alchemy Index recensant chaque étape de l'enregistrement.
Pendant l'enregistrement, le groupe annonce son départ du label Island Records, à la suite de divergences concernant son avenir. Le groupe rejoint Vagrant Records le 9 août 2007.
Le 12 octobre 2007, Thrice fait paraître deux des premières chansons d'Alchemy Index dans leur intégralité via MySpace. The Alchemy Index Vols. I and II parait le 16 octobre 2007, et se vend à 28 000 exemplaires une semaine après parution. l débute 24e au Billboard 200, et devient cinquième aux meilleures ventes d'albums sur iTunes. Pour la promotion de leur album, Thrice se lance dans une tournée locale avec MewithoutYou et Brand New, puis se lance dans une tournée canadienne avec Say Anything et Attack in Black. La seconde moitié du projet, The Alchemy Index Vols. III and IV - Earth and Air, est commercialisé le 15 avril 2008. Thrice fait une tournée aux côtés de Circa Survive et Pelican au printemps 2008, pour la promotion de The Alchemy Index.

### Beggars(2009–2010)
Le 4 janvier 2009, le groupe annonce sur son site l'écriture d'une suite de l'album The Alchemy Index, ayant pour titre Beggars le 15 juin 2009. Une mise à jour en juillet révèle la date de sortie officielle pour le 19 octobre 2009. Cependant, à la suite de la parution illégale de l'album en téléchargement, le groupe annonce, le 23 juillet 2009, la sortie de l'album exclusivement sur iTunes le 11 août. Le CD de l'album paraît le 15 septembre 2009.En guise de bonus, deux b-sides des sessions Beggars, deux remixes, et une réédition studio de leur reprise du titre Helter Skelter des Beatles.
Pensant que leurs deux précédents albums (The Alchemy Index et Vheissu) étaient trop « calmes » à leur goût, Thrice tente d'enregistrer une musique « plus rythmée et énergique. » Les membres de Thrice espèrent également épargner un peu d'argent, et passer plus de temps avec leurs familles en aménageant un studio d'enregistrement chez le guitariste Teppei Teranishi. À l'origine, le groupe exprime de l'intérêt à enregistrer sur le vif (c'est-à-dire, que les membres enregistrent leurs morceaux en même temps, plutôt que chaque morceau individuellement enregistré puis mixé plus tard) au studio ; cependant Thrice abandonne l'idée. À la place, le groupe enregistre avec des « vibrations et tonalités musicalement similaires » pendant la même session. Quelques objets en bois sont fabriqués par le groupe afin de donner un rendu du son meilleur. L'album auto-produit est distribué au label Vagrant Records.
Thrice joue au festival The Bamboozle Left en avril, puis quelques dates au  Warped Tour  Durant les spectacles du Warped Tour, Thrice a joué "All the World is Mad," "At the Last" et "The Weight.".
La chanson All the World is Mad est incluse dans le Vagrant Song Pack du jeu Guitar Hero, qui parait le 23 juillet 2009. Deadbolt est incluse dans Guitar Hero 5. Le 29 juillet, Brand New annonce des dates de tournées pour Thrice. Les dates se jouent à guichet fermé, et le groupe effectue notamment une reprise de la chanson Helter Skelter des Beatles. Par la suite, Thrice se lance dans une tournée aux côtés de The Dear Hunter, mais doivent jouer sans le guitariste Teppei Teranishi, parti pour urgence familiale.
La tournée Thrice's Spring (2010), qui s'effectue avec Manchester Orchestra, est malheureusement écourté le 23 juillet, tandis que Dustin Kensrue se doit de partir pour rejoindre un membre de sa famille gravement malade.

### Major/Minoret inactivités (2011–2012)
Dans une entrevue avec Blare Magazine le 16 juin 2010, Kensrue révèle l'écriture d'un nouvel album de Thrice, et qu'ils pourront le faire paraître « très bientôt ». Le 20 avril 2011, Thrice annonce sur son site officiel la fin de l'écriture et la préparation de l'enregistrement. L'album est enregistré en mai 2011 aux Red Bull Studios. Le nouvel album, intitulé Major/Minor, est commercialisé le 20 septembre 2011 au label Vagrant Records.
À la suite de la tournée automnale de Thrice en 2012, le groupe devient inactif. Dans un communiqué public, Kensrue explique que « Thrice ne se sépare pas », et que le groupe se doit de faire une pause « après tout ce temps passé ensemble. » Thrice, accompagné de Animals as Leaders et O'Brother, se lance dans une tournée le 4 mai 2012 à San Diego, et fini avec un spectacle solo de 33 chansons le 19 juin 2012 à Santa Ana. Les chansons jouées étaient déterminées par les fans (à l'exception de First Impressions). Le second album live de Thrice, Anthology, est commercialisé le 30 octobre 2012 comme CD double-album, et quadruple coffret vinyl 180 gram limité à 3 000 exemplaires, composé de 24 chansons enregistrées lors de leurs dernières tournées. La dernière entrevue de Thrice est diffusée le 18 juin 2012. JC de theFIVE10 Radio s'entretient avec Eddie et Teppei.

### Activités parallèles (depuis 2013)
Riley Breckenridge endosse le rôle de batteur dans un projet parallèle de grindcore appelé Puig Destroyer avec Ian Miller (KWC), Jon Howell (KWC, Tigon), et Mike Minnick (Curl Up and Die). Le démo éponyme se compose de six chansons d'une durée chacune de six minutes, le nombre préféré de Yasiel Puig (66) du groupe Los Angeles Dodgers.

## Activités solo
Dustin Kensrue fait paraître deux albums solo, le premier étant au label Equal Vision Records le 23 janvier 2007, intitulé Please Come Home. L'album se lance à la 142e place du Billboard 200 avec 5 800 exemplaires vendus. Le deuxième, un album spécial Noël, intitulé This Good Night Is Still Everywhere, commercialisé en 2008, reprend deux chansons classiques de Noël  et une reprise de chants de Noël.

## Membres
- Dustin Kensrue – chant, guitare, synthétiseurs (à l'occasion), percussions
- Teppei Teranishi – guitare, synthétiseurs, chœurs, piano, glockenspiel
- Eddie Breckenridge – basse, synthétiseurs, chœurs, guitare (à l'occasion)
- Riley Breckenridge – batterie, programmations

## Discographie
- 1999 : First Impressions (EP)
- 2000 : Identity Crisis
- 2002 : The Illusion of Safety
- 2003 : The Artist in the Ambulance
- 2005 : If We Could Only See Us Now
- 2005 : Vheissu
- 2007 : The Alchemy Index Vols I and II - Fire and Water
- 2008 : The Alchemy Index Vols III and IV - Air and Earth
- 2009 : Beggars[53]
- 2011 : Major/Minor
- 2016 : To Be Everywhere Is to Be Nowhere
- 2018 : Palms
- 2021 : Horizons / East

### DVD
- 2005 : If We Could Only See Us Now
- 2008 : Live at The House of Blues